# Hexarthra brandorffi
Hexarthra brandorffi är en hjuldjursart som beskrevs av Koste 1977. Hexarthra brandorffi ingår i släktet Hexarthra och familjen Hexarthridae. Inga underarter finns listade i Catalogue of Life.